# Rozhyshche (huyện)
Huyện Rozhyshche (tiếng Ukraina: Рожищенський район, chuyển tự: Rozhyshches’kyi raion) là một huyện của tỉnh Volyn thuộc Ukraina. Huyện Rozhyshche có diện tích 928 km², dân số theo điều tra dân số ngày 5 tháng 12 năm 2001 là 42945 người với mật độ 46 người/km2. Trung tâm huyện nằm ở Rozhyshche.